# Бэбкок, Хорес Уэлкам
Хорес Уэлкам Бэбкок (англ. Horace Welcom Babcock, 1912 −2003) — американский астроном, сын Х. Д. Бэбкока.

## Биография
Родился в Пасадине (штат Калифорния). В 1934 окончил Калифорнийский технологический институт, продолжал образование в Калифорнийском университете в Беркли. В 1938—1939 работал в Ликской обсерватории, в 1939—1941 — в обсерватории Мак-Дональд. В годы второй мировой войны занимался исследованиями по военной тематике в Массачусетском и Калифорнийском технологических институтах. С 1946 работал в обсерваториях Маунт-Вилсон и Маунт-Паломар (в 1964—1978 — их директор). С 1978 — почётный сотрудник обсерватории Маунт-Вилсон.
Основные труды в области исследования галактик и магнитных полей Солнца и звезд. В 1946 впервые обнаружил магнитное поле у звёзд, измерив с помощью созданного им анализатора зеемановское расщепление линий в спектре звезды 78 Девы; вскоре нашёл, что многие пекулярные A-звезды имеют сильные магнитные поля, изменения которых коррелируют со спектральными изменениями. В 1950 открыл магнитное поле у M-гиганта, в 1955 — у переменной звезды RR Лиры. В 1958 опубликовал каталог звёзд, обладающих магнитными полями.
В 1952 совместно с X. Д. Бэбкоком изобрёл и изготовил солнечный магнитограф — прибор для детальной регистрации магнитных полей на поверхности Солнца; совместно с X. Д. Бэбкоком начал регулярное картографирование солнечных магнитных полей. Предложил гипотезу, объясняющую образование солнечных пятен и их магнитные свойства. Согласно этой гипотезе силовые линии общего магнитного поля Солнца закручиваются вследствие неравномерности вращения Солнца и тогда, когда это тороидальное поле выносится на поверхность восходящими потоками вещества, в фотосфере в местах выхода силовых линий образуются пятна. Исследовал вращение галактики Андромеды и показал в 1938, что её спиральные рукава волочатся (отстают во вращении от ядра), изучал яркость ночного неба и межзвёздное поглощение вблизи северного галактического полюса, выполнил спектральные исследования звёзд типа U Близнецов, комет, Солнца. Большое внимание уделял приборостроению. Создал много приборов, которыми оснащены обсерватории Маунт-Вилсон и Маунт-Паломар. Кроме солнечного магнитографа, им сконструирован первый автоматический микрофотометр интенсивностей, экспонометры и автоматические гиды для 100- и 200-дюймовых телескопов; вместе с X. Д. Бэбкоком сконструировал машину для нарезки дифракционных решеток и изготовил высококачественные решётки больших размеров.
Член Национальной АН США (1954) и ряда научных обществ.
Медаль Генри Дрейпера Национальной АН США (1957), медаль Эддингтона Королевского астрономического общества (1957), медаль Брюс Тихоокеанского астрономического общества (1969).
В его честь назван астероид (3167) Бэбкок.